# Лимбах-Оберфрона
Лимбах-Оберфрона (њем. Limbach-Oberfrohna) град је у њемачкој савезној држави Саксонија. Једно је од 33 општинска средишта округа Цвикау. Према процјени из 2010. у граду је живјело 25.957 становника. Посједује регионалну шифру (AGS) 14524180.

## Географски и демографски подаци
Лимбах-Оберфрона се налази у савезној држави Саксонија у округу Цвикау. Град се налази на надморској висини од 349 метара. Површина општине износи 50,2 km². У самом граду је, према процјени из 2010. године, живјело 25.957 становника. Просјечна густина становништва износи 517 становника/km².